# Live Undead
Live Undead è il primo album dal vivo del gruppo musicale statunitense Slayer, pubblicato il 16 novembre 1984 dalla Metal Blade Records.

## Descrizione
Per anni sono circolate varie voci sul suo reale contenuto; di recente si è scoperto che, nonostante la Metal Blade volesse realizzare un live registrando alcune date del Haunting North America Tour nel 1984, l'album fu un "live in studio" registrato in diretta davanti a un gruppo di fan, dal momento che alla fine nessuno dello staff effettuò registrazioni di alcun concerto durante il tour. Sul libretto del prodotto è riportato che il concerto venne registrato nella città di New York, cosa che in effetti avvenne, ma fu in una stanza e non su un palco durante la tournée Haunting North America del 1984. Il lavoro è composto da sette brani, otto nella versione rimasterizzata che è stata allegata con l'EP Haunting the Chapel.

## Tracce
- Lato A

1. Black Magic – 3:57
2. Die by the Sword – 4:03
3. Captor of Sin – 3:32
4. The Antichrist – 3:13

- Lato B

1. Evil Has No Boundaries – 2:58
2. Show No Mercy – 3:02
3. Aggressive Perfector – 2:29

Traccia bonus nell'edizione giapponese
1. Chemical Warfare (Studio Version) – 6:02

## Formazione
- Tom Araya – voce, basso
- Jeff Hanneman – chitarra solista
- Kerry King – chitarra solista
- Dave Lombardo – batteria

## Nella cultura di massa
Dopo la pubblicazione dell'album, gli Undead, un gruppo horror punk del New Jersey, pubblicarono un album dal vivo, intitolandolo Live Slayer.